# クリス・バングル

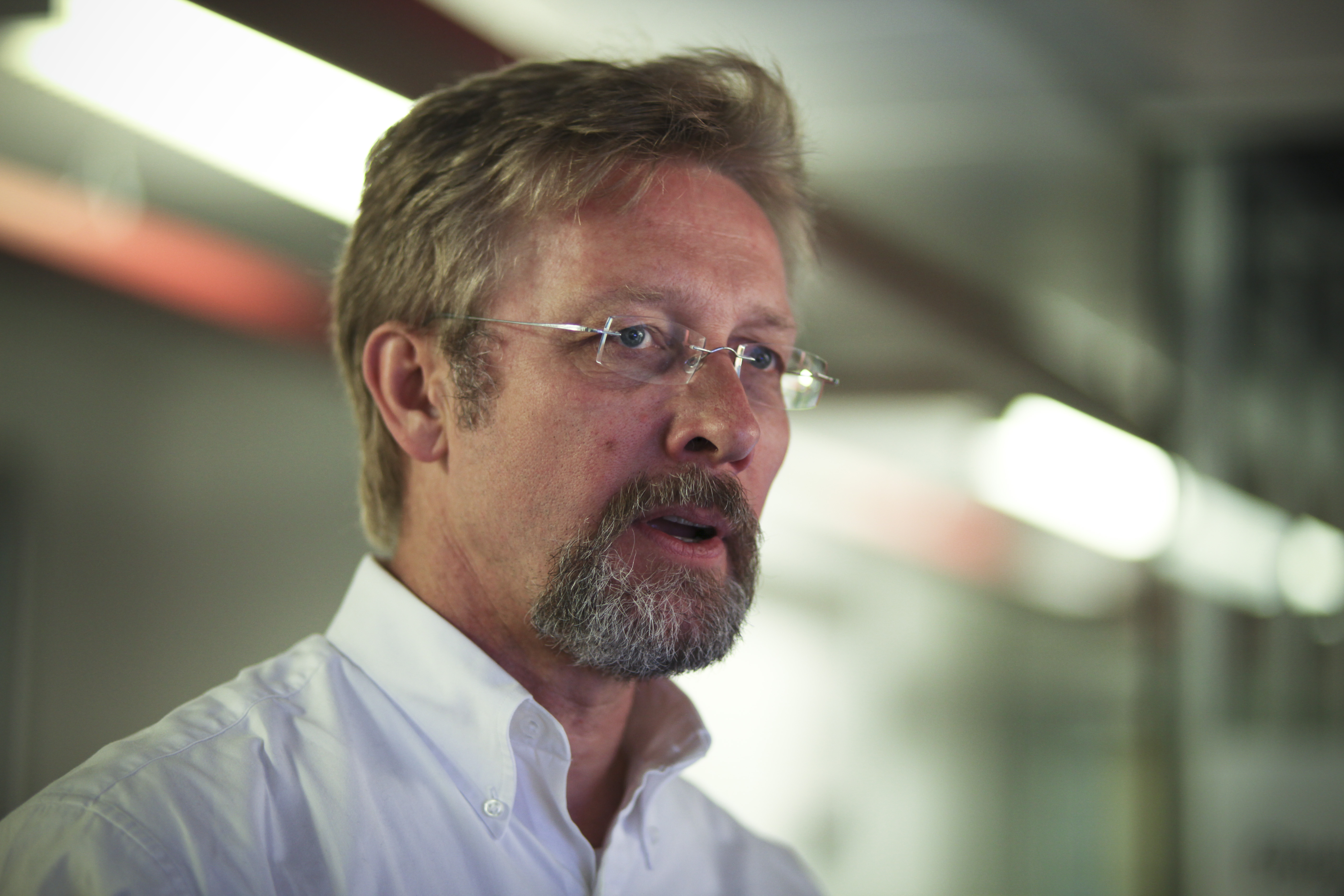
クリス・バングル

クリストファー・エドワード・バングル（Christopher Edward Bangle、1956年10月14日 - ）はアメリカ人の自動車デザイナーである。元BMWグループのチーフ・デザイナー（執行役員も兼任）としてよく知られる。

## 来歴
1981年、カリフォルニアのデザイン大学院であるアートセンター・カレッジ・オブ・デザインを卒業。オペルを経てフィアットのデザイン部門、チェントロ・スティーレに入る。チェントロ・スティーレではチーフ・デザイナーとしてクーペ・フィアットやフィアット・バルケッタなどの2ドアモデルのデザインを手がけ、斬新なデザインで注目を集めた。1992年にはBMWに移籍、同社初のアメリカ人チーフデザイナーとなる。1999年にはコンセプトモデルのZ9を発表、それまでとは大きく異なるBMWの今後のデザイン路線を呈示した。そして2001年に7シリーズ(E65/E66)を発表する。それまでのBMWとは大きく異なるデザインを最上級モデルの7シリーズに採用したことは当時大きな議論を呼び、クリス・バングルはメルセデス・ベンツがBMWに差し向けた刺客ではないかという者もいた。結局7シリーズのデザインはマイナー・チェンジでややコンサバティブな雰囲気に変更されるが、この7シリーズでのデザイン路線は以降のBMWの全車種で継承され、現在も注目を集め続けている。
2009年2月3日、退任を発表。今後はBMWからも自動車からも離れ、新たな仕事の機会を求めるという。なお、バングルの後任にはオランダ人のアドリアン・ファン・ホーイドンク(Adrian van Hooydonk)が就いた。

## バングル・バット (Bangle-butt)
クリス・バングルが近年デザインした自動車のデザインの特徴の1つに、セダンやクーペのトランク・リッドの処理が挙げられる。この様なデザイン手法を、海外ではBangle-butt（バングル・バット）と呼ぶことがある。手法としてはテールランプ周辺部に対して中央のトランク・リッドを大きく盛り上がらせている。このため自動車を横から見ると、側面のシルエットからトランク・リッドの上部が浮き上がって見える。また見る角度によってはこの特徴的なトランク・リッドは死角となるので、バングル・バットを採用している自動車の場合斜め前から見たときと斜め後ろから見たときでデザインの印象が大きく異なることもあり得る。さらにハイデッキとなるため、空力特性の向上やトランク容量の拡大等、デザインの特徴性だけでなく実用面でのメリットもある。